# Saint-Jean-d’Ardières
Saint-Jean-d'Ardières korábbi község (település) Franciaországban, Rhône megyében. 2019. január 1-jén Belleville községgel egyesült és Belleville-en-Beaujolais új község része lett.
Lakosainak száma 4859 fő (2018. január 1.). Saint-Jean-d’Ardières Corcelles-en-Beaujolais, Belleville, Cercié, Dracé, Saint-Lager, Taponas és Villié-Morgon községekkel határos.

## Népesség
A település népessége az elmúlt években az alábbi módon változott:
| Lakosok száma | 3908 | 4295 | 4597 | 4741 | 4859 |
|               | 2013 | 2015 | 2016 | 2017 | 2018 |